# ريتشارد تشانينج مور
ريتشارد تشانينج مور (بالإنجليزية: Richard Channing Moore) هو قسيس أمريكي، ولد في 21 أبريل 1762 في نيويورك في الولايات المتحدة، وتوفي في 11 نوفمبر 1841 في لينشبرغ في الولايات المتحدة بسبب ذات الرئة.